# Lijst van personen uit Göteborg
Deze lijst geeft een overzicht van personen die geboren zijn in de Zweedse stad Göteborg en een artikel hebben op de Nederlandstalige Wikipedia. De lijst is gerangschikt naar geboortejaar.

## Geboren in Göteborg

### Voor 1900
- Klas Pontus Arnoldson (1844-1916), auteur, journalist, politicus en Nobelprijswinnaar (1908)
- Andreas Hallén (1846-1925), componist, dirigent en recensent
- Harald Arbin (1867-1944), schoonspringer
- Eric Lemming (1880-1930), speerwerper
- Knut Lindberg (1882-1961), sprinter en speerwerper
- Zeth Höglund (1884-1956), politicus, schrijver, journalist en burgemeester
- Oskar Bengtsson (1885-1972), voetballer
- Nils Andersson (1887-1947), voetballer
- Kurt Atterberg (1887-1974), componist, dirigent en muziekcriticus
- Evert Taube (1890-1976), zanger en liedschrijver
- Nils Sandström (1893-1973), sprinter
- Gösta Bengtsson (1897-1984), zeiler

### 1900–1919
- Karin Boye (1900-1941), schrijfster en dichteres
- Anders Rydberg (1903-1989), voetballer
- Uno Lamm (1904-1989), elektrotechnicus en uitvinder
- Sven Rydell (1905-1975), voetballer
- Victor Hasselblad (1906-1978), industrieel, maker van de naar hem genoemde fotocamera's
- Gideon Ståhlberg (1908-1967), schaakgrootmeester
- Erik Lönnroth (1910-2002), geschiedkundige

### 1920–1929
- Gunnar Gren (1920-1991), voetballer
- Dan Ekner (1927-1975), voetballer
- Sture Allén (1928-2022), taalkundige
- Marianne Fredriksson (1927-2007), journaliste en schrijfster
- Birgitta Trotzig (1929-2011), schrijver en lid van de Zweedse Academie

### 1930–1939
- Gunnel Lindblom (1931-2021), actrice
- Bengt Hallberg (1932-2013), jazz-pianist en -componist
- Ingemar Johansson (1932-2009), bokser
- Bengt Berndtsson (1933-2015), voetballer
- Ivar Nilsson (1933-2019), langebaanschaatser
- Kjell Bäckman (1934-2019), langebaanschaatser
- Agne Simonsson (1935-2020), voetballer

### 1940–1949

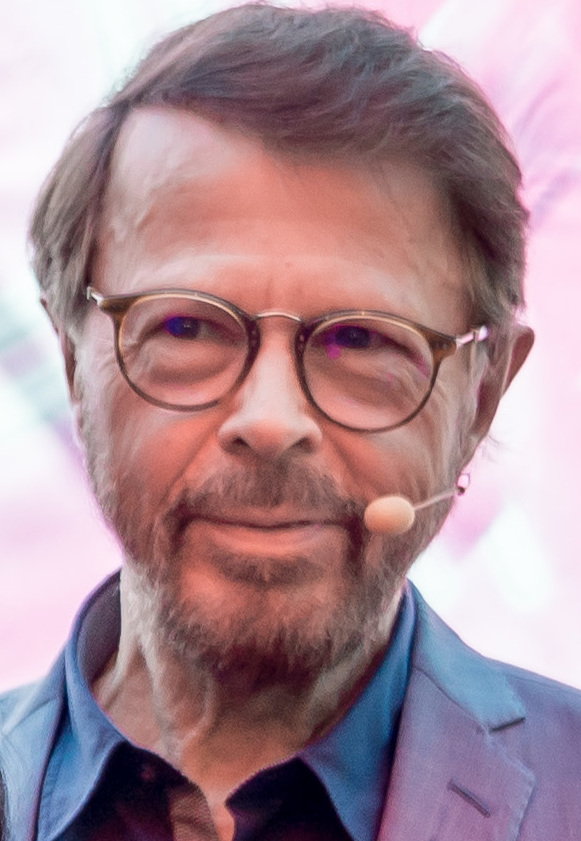
ABBA-lid Björn Ulvaeus (1945)

- Bo Hansson (1943-2010), muzikant en organist
- Bertil Roos (1943), Formule 1-coureur
- Bo Ralph (1945), linguïst en hoogleraar in de Scandinavische talen
- Björn Ulvaeus (1945), ABBA-lid
- Ricky Bruch (1946-2011), acteur en atleet
- Björn Granath (1946-2017), acteur

### 1950–1959
- Christina Lindberg (1950), actrice, model en journaliste
- Annika Thor (1950), kinderboekenschrijfster
- Stellan Skarsgård (1951), acteur
- Roger Gustafsson (1952), voetballer en voetbalcoach
- Marlies Veldhuijzen van Zanten (1953), politica
- Berit Andnor (1954), politica
- Helene Tursten (1954), schrijfster
- Ulrika Knape (1955), schoonspringster
- Midde Hamrin-Senorski (1957), langeafstandsloopster
- Elisabeth Andreassen (1958), Noors-Zweeds zangeres
- Glenn Hysén (1959), voetballer

### 1960–1969
- Håkan Lindman (1961), voetballer
- Anders Frisk (1963), voetbalscheidsrechter
- Thomas W. Gabrielsson (1963),  acteur
- Helen Alfredsson (1965), golfprofessional
- Patrik Sjöberg (1965), hoogspringer
- Jonas Svensson (1966), tennisser
- Christian Bergström (1967), tennisser
- Marko Rajamäki (1968), voetballer
- Jan Apell (1969), tennisser
- Camilla Svensson (1969), voetbalster

### 1970–1979
- Lars Jönsson (1970), tennisser
- Mikael Ljungberg (1970), worstelaar
- Martin de Knijff (1972), pokerspeler
- Niclas Fasth (1972), golfprofessional
- Rickard Falkvinge (1972), ICT-ondernemer en oprichter van de Zweedse Piratenpartij
- Teddy Lučić (1973), voetballer
- Marcus Allbäck (1973), voetballer
- Håkan Hellström (1974), zanger
- Stefan Olsdal (1974), bassist
- Niklas Skoog (1974), voetballer
- Magnus Petersson (1975), handboogschutter
- Henrik Stenson (1976), golfprofessional
- Anders Svensson (Göteborg) (1976), voetballer
- Ana Johnsson (1977), zangeres en songwriter
- Patrik Klüft (1977), polsstokhoogspringer
- Carl Pettersson (1977), golfer
- Sanna Lenken (1978), regisseur en scenarioschrijver
- Yannick Tregaro (1978), atletiektrainer en voormalig atleet
- Fredrik Ohlsson (1979), golfer

### 1980–1989
- Josefin Lillhage (1980), zwemster
- Christian Olsson (1980), hink-stap-springer, verspringer en hoogspringer
- Mikaela Parmlid (1980), golfster
- Sofia Albertsson (1982), langebaanschaatsster
- Kári Árnason (1982), IJslands-Zweeds voetballer
- Kristoffer Berntsson (1982), kunstschaatser
- Tobias Hysén (1982), voetballer
- Joel Eriksson (1984), langebaanschaatser en assistent-schaatscoach
- Mathias Ranégie (1984), voetballer
- Emma Green (1984), hoogspringster
- Mathilde Johansson (1985), tennisster
- Oscar Wendt (1985), voetballer
- Johan Carlsson (1986), golfprofessional
- Rikard Karlberg (1986), golfer
- Daniel Larsson (1987), voetballer
- Justus Strid (1987), kunstschaatser
- Gustav Svensson (1987), voetballer
- Joline Höstman (1988), zwemster
- Alicia Vikander (1988), actrice
- Anton Lundqvist (1989), acteur
- Felix Arvid Ulf Kjellberg (1989), youtuber, meer bekend onder de naam PewDiePie
- Tobias Sana (1989), voetballer

### 1990–1999
- Samuel Armenteros (1990), voetballer
- Nicklas Bärkroth (1992), voetballer
- Jennifer Falk (1993), voetbalster
- Sam Larsson (1993), voetballer
- Michaela Meijer (1993), atlete
- Kristoffer Peterson (1994), voetballer
- Joakim Olausson (1995), voetballer
- Daleho Irandust (1998), voetballer
- Jens Cajuste (1999), voetballer

### Vanaf 2000
- Cornelia Kapocs (2000), voetbalster
- Momodou Sonko (2005), voetballer